# Engabreen
Engabreen is een zijarm van de gletsjer Svartisen bij Meløy in de provincie Nordland in het noorden van Noorwegen. De gletsjer is de laagst liggende met het laagste punt boven zeeniveau: 20 meter. Het hoogste punt ligt op 1594 meter. De gletsjer is 370 vierkante meter.
Engabreen is per boot bereikbaar, onder andere vanaf Holand over de Holandsfjord. Op de gletsjer Svartisen is een waarnemingspost voor onderzoekers, het Svartisen Subglasiala Observatorium. In de omgeving staat de toeristenhut Tåkeheimen.